# 김개천
김개천(金開天, 1959년 10월 3일~)은 대한민국의 건축가이다.

## 경력
- 국민대학교 조형대학 공간디자인학과 교수
- 건명원 예술분야 운영위원
- 한국실내건축가협회 회장
- 국민대학교 테크노디자인전문대학원 실내디자인학과 교수
- 국민대학교 조형대학 실내디자인학과 교수
- 한국건축가협회 정회원
- 한국실내디자인학회 이사

## 수상 내역
- 1998년: 디자인하우스 주최 올해의 디자인상
- 1998년: 한국실내건축가협회상
- 2000년: 한국산업디자인진흥원 국무총리표창
- 2000년: 디자인하우스 주최 디자인디자이너상
- 2003년: 한국건축가협회상
- 2013년: 제15회 대한민국 디자인대상 근정포장

## 저서
- 《명묵의 건축》
- 《무색의 공간》